# Cameron Reddish
Cameron Elijah Reddish (ur. 1 września 1999 w Norristown) – amerykański koszykarz, występujący na pozycjach rzucającego obrońcy lub niskiego skrzydłowego, od 2023 zawodnik Los Angeles Lakers.
W 2018 wystąpił w trzech spotkaniach gwiazd amerykańskich szkół średnich – Jordan Classic, Nike Hoop Summit i McDonald's All-American. Został też zaliczony do I składu USA Today's All-USA.
13 stycznia 2022 trafił w wyniku wymiany do New York Knicks. 9 lutego 2023 został wytransferowany do Portland Trail Blazers. 6 lipca 2023 dołączył do Los Angeles Lakers.

## Osiągnięcia
Stan na 22 września 2023, na podstawie, o ile nie zaznaczono inaczej.
NCAA
- Uczestnik rozgrywek Elite 8 turnieju NCAA (2019)
- Mistrz turnieju konferencji Atlantic Coast (ACC – 2019)
- Zaliczony do składu honorable mention All-ACC (2019)

Reprezentacja
- Brązowy medalista mistrzostw świata U–19 (2017)